# Bazarînți, Zbaraj
Bazarînți (în ucraineană Базаринці) este localitatea de reședință a comunei Bazarînți din raionul Zbaraj, regiunea Ternopil, Ucraina.

## Demografie
Componența lingvistică a localității Bazarînți
     Ucraineană (98,1%)
     Rusă (1,9%)
Conform recensământului din 2001, majoritatea populației localității Bazarînți era vorbitoare de ucraineană (98,1%), existând în minoritate și vorbitori de rusă (1,9%).